# Axiodes carbolignea
Axiodes carbolignea là một loài bướm đêm trong họ Geometridae.